# 傳動帶

傳動帶以及對應的一對滑輪

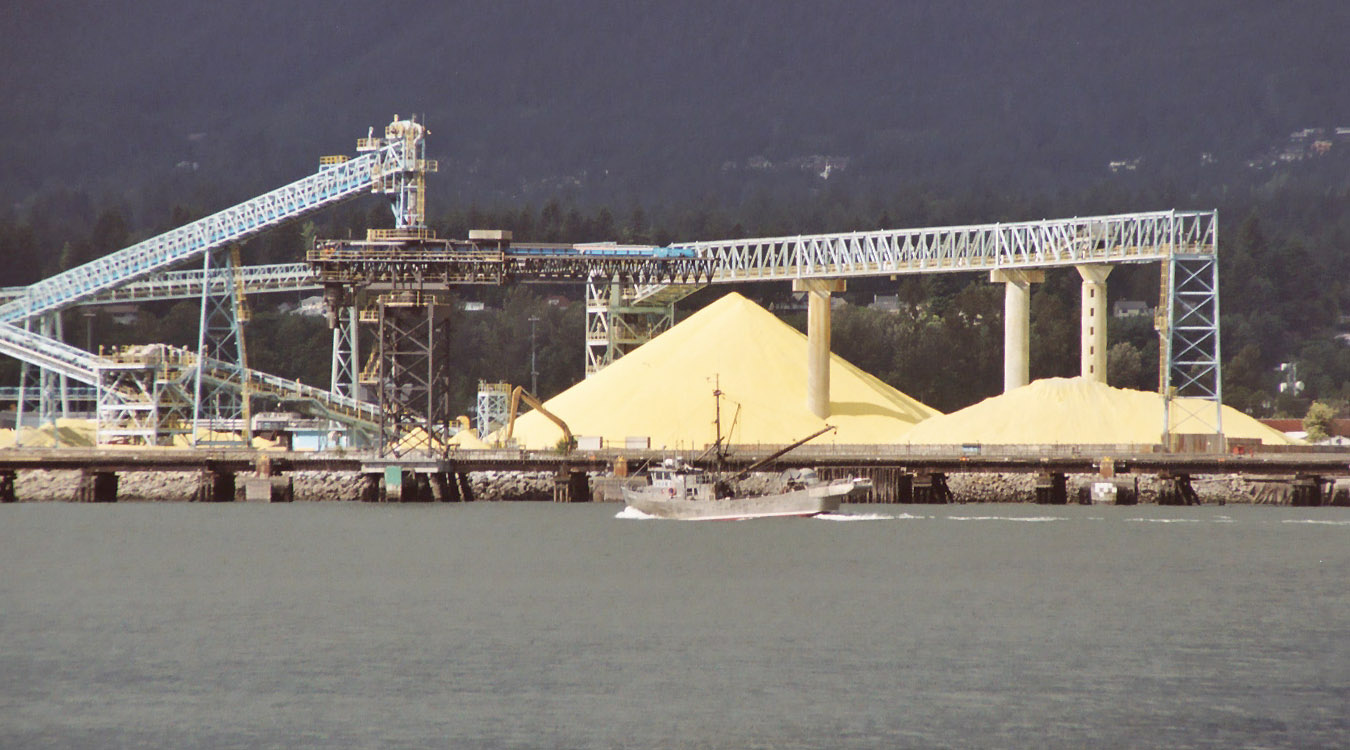
輸送系統中利用傳動帶將硫從鐵路車輛轉移到儲存樁，再從樁儲存樁運送到船上

輸送帶也稱為傳動帶，是輸送帶系統中的傳動介質。輸送帶系統是傳動系統之一，系統包括一條輸送帶和至少兩個可無限旋轉的滑輪，滑輪當中起碼有一個要由動力驅動。有動力驅動的滑輪叫驅動滑輪，其餘叫惰輪。輸送帶由滑輪帶動，將輸送帶上的物品由一處運去另一處。工業用輸送帶的場合有兩種，將輸送材料或物體放在盒子或托盤中的材料處理，以及輸送大量小粒物品（如粮食、盐、煤、矿石、沙、覆蓋層）的散料处理。

## 簡介
傳動帶是耐用可靠的元件，常用在自動化輸送、倉儲系統以及工廠的組裝線。若配合電腦控制的托盤處理設備，傳動帶可以讓-零售、批發及制造都更加方便。傳動帶讓大量的物品可以透過製程快速移動，是節省人力的系統，也可以節省儲存空間以及人力費用。
皮帶傳動帶是最常使用的動力傳動帶系統，因為可以用在不同的場合，而且成本最低。皮帶傳動帶上可以傳送規則外形以及不規則外形的物品，不論大小、輕重都可以用傳動帶傳送。皮帶傳動帶也可以製造成曲線的形狀，用圓錐滾子以及彎曲帶來使產品延著曲線傳送。這類傳動帶系統常用在郵務分類系統以及行李處理系統。

## 外部連結
- Wiki on all types of belt conveyors
- Website with information on heavy duty conveyor belts for the coal and mining industry （页面存档备份，存于）
- Material conveyor belt website for mining, power, metallurgy, grain industry （页面存档备份，存于）
- What's Flame Resistant Conveyor Belt? （页面存档备份，存于）